# Carex canescens
Carex canescens es una especie de planta herbácea perenne de la familia Cyperaceae.

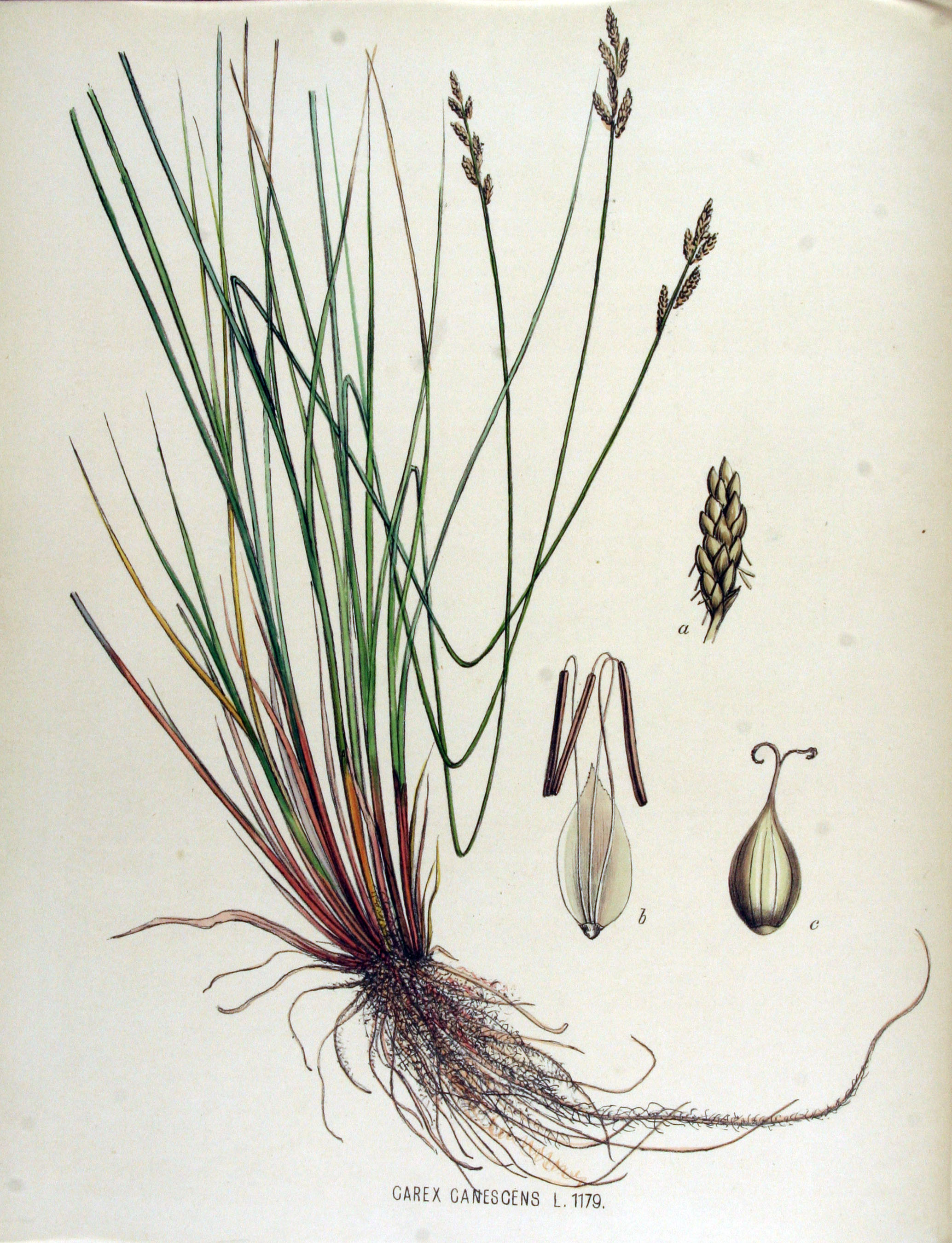
Ilustración

## Descripción
Es una pequeña planta que crece en grupos desde rizomas cortos. Los tallos son erectos pero no rígidos, alcanzan los 15-90 cm de altura. Las hojas con vainas de color marrón pálido con la banda interior fina, hialina, a veces un poco teñida de color rojo, cóncavas en la cumbre; lígulas ligeramente más largas que anchas; las hojas de color verde pálido a gris-verde, planas, de 10-20 (-30) cm × (1,5) 2-4 mm, más cortas que los tallos, no rígidas. Las inflorescencias de 15 cm x 5-10 mm, con brácteas proximales.

## Hábitat
Es una especie ampliamente distribuida por el mundo que crece en bosques inundados y charcas.

## Taxonomía
Carex canescens fue descrita por Carlos Linneo y publicado en Species Plantarum 2: 974–975. 1753.
Etimología
Ver: Carex
canescens; epíteto latino que significa "grisáseo".
Variedades
- Carex canescens subsp. canescens
- Carex canescens subsp. disjuncta (Fernald) Toivonen
- Carex canescens var. robustior Blytt ex Andersson

Sinonimia
- Caricina canescens (L.) St.-Lag.
- Vignea canescens (L.) Rchb.[3][4][5]